# Куп пет нација 1961.
Куп пет нација 1961. (службени назив: 1961 Five Nations Championship) је било 67. издање овог најелитнијег репрезентативног рагби такмичења Старог континента. а 32. издање Купа пет нација.
Пехар је завршио у рукама француских рагбиста.

## Такмичење
Француска - Шкотска 11-0
Велс - Енглеска 6-3
Ирска - Енглеска 11-8
Шкотска - Енглеска 5-5
Шкотска - Ирска 16-8
Велс - Ирска 9-0
Енглеска - Шкотска 6-0
Француска - Велс 8-6
Ирска - Француска 3-15

## Табела
|   | Селекција                      | ИГ | Д | Н | И | ПД | ПП | ПР  | Б |  |
| - | ------------------------------ | -- | - | - | - | -- | -- | --- | - |  |
| 1 | Рагби репрезентација Француске | 4  | 3 | 0 | 1 | 39 | 14 | +25 | 7 |  |
| 2 | Рагби репрезентација Велса     | 4  | 2 | 0 | 2 | 21 | 14 | +7  | 4 |  |
| 2 | Рагби репрезентација Шкотске   | 4  | 2 | 0 | 2 | 19 | 25 | -6  | 4 |  |
| 4 | Рагби репрезентација Енглеске  | 4  | 1 | 1 | 2 | 22 | 22 | 0   | 3 |  |
| 5 | Рагби репрезентација Ирске     | 4  | 1 | 0 | 3 | 22 | 48 | -26 | 2 |  |

| Победник Купа пет нација 1961.              |
| ------------------------------------------- |
| Француска 2. титула првака Европе у рагбију |